# La Bretenière (Jura)
La Bretenière es una localidad y comuna francesa situada en la región de Franco Condado, departamento de Jura, en el distrito de Dole y cantón de Dampierre.

## Demografía[4]
| 330 | 350 | 376 | 363 | 358 | 380 | 383 | 311 | 318 | 275 | 250 | 219 | 183 | 183 | 177 | 168 | 160 | 169 | 156 | 139 | 137 | 113 | 123 | 112 | 126 | 109 | 108 | 108 | 115 | 99 | 126 | 137 | 165 | 186 |
| Para los censos de 1962 a 1999 la población legal corresponde a la población sin duplicidades (Fuente: INSEE [Consultar]) |     |     |     |     |     |     |     |     |     |     |     |     |     |     |     |     |     |     |     |     |     |     |     |     |     |     |     |     |    |     |     |     |     |